# サンリン
サンリン株式会社は、長野県東筑摩郡山形村に本社を置くガソリンスタンド経営、液化石油ガス（LPG）の製造、販売を中心に行う企業である。液化石油ガス事業ではバルク供給を早くから実施していた。　

## 沿革
- 1934年12月 - 信濃燃料株式会社設立。
- 1936年3月 - 信濃三鱗煉炭株式会社に社名変更。
- 1937年10月 - 信濃三鱗株式会社に社名変更。
- 1966年7月 - 現社名に変更。
- 1996年2月 - 株式を店頭公開（現在のJASDAQ）。